# Słabada (sielsowiet Mieżawa)
Słabada (biał. Слабада; ros. Слобода, Słoboda) – wieś na Białorusi, w obwodzie witebskim, w rejonie orszańskim, w sielsowiecie Mieżawa.